# 763年
| 千纪： | 1千纪 |
| 世纪： | 7世纪 \| 8世纪 \| 9世纪 |
| 年代： | 730年代 \| 740年代 \| 750年代 \| 760年代 \| 770年代 \| 780年代 \| 790年代                                                  |
| 年份： | 758年 \| 759年 \| 760年 \| 761年 \| 762年 \| 763年 \| 764年 \| 765年 \| 766年 \| 767年 \| 768年                            |
| 纪年： | 癸卯年（兔年）；唐寶應二年，廣德元年；南诏赞普钟十二年；史朝义显圣三年；袁晁宝胜二年；日本天平宝字七年；渤海国大興二十六年 |

## 大事记
- 中國
  - 安史之亂結束。
  - 十月，吐蕃以吐谷渾與党項20萬軍隊長驅直入，初二攻佔长安150里的奉天（今陕西乾县），初六吐蕃渡過渭水，初七唐代宗倉皇出奔陝州，唐軍一哄而散，吐蕃軍隊初九佔領長安大肆剽掠，月底被郭子儀所收復。至此，隴右道東段的十三個州全陷入吐蕃之手。
  - 僕固懷恩奉命送回紇可汗回漠北，被監軍駱奉先誣告與回紇勾結。
- 保加利亚在阿其亚鲁斯被拜占廷击败。

## 逝世
- 史朝義，唐朝叛將史思明之兒子。
- 5月6日——鉴真，唐朝高僧（688年出生，75岁）